# Arno Küttel
Arno Küttel (* 20. Dezember 1963 in Bremgarten) ist ein ehemaliger Schweizer Radrennfahrer.
Als Amateur gewann Arno Küttel ab 1982 mehrere Eintagesrennen in der Schweiz. 1983 wurde er Dritter der Schweizer Bergmeisterschaft. 1985 wurde er Schweizer Amateur-Meister im Strassenrennen, Zweiter der Bergmeisterschaft und Dritter der Ostschweizer Rundfahrt. 1985 siegte er in der Schynberg-Rundfahrt. 1986 entschied er die Meisterschaft von Zürich bei den Amateuren für sich. In seiner Zeit als Amateur startete er für den Verein VMC Wohlen.
Von 1987 bis 1996 fuhr Küttel als Profi. 1989 startete er bei der Tour de Suisse und gewann die vierte Etappe. 1990 wurde er Dritter der Schweizer Meisterschaft im Einzelzeitfahren sowie der Bergmeisterschaft. Danach konzentrierte er sich auf Steherrennen. 1991 wurde er Dritter der Profi-Steher bei den UCI-Bahn-Weltmeisterschaften 1991 in Stuttgart und 1993 hinter René Aebi Schweizer Meister in dieser Disziplin; in weiteren Jahren stand er bei nationalen Meisterschaften auf dem Podium. 1995 errang er als erster den offiziellen Titel eines Europameisters, ebenfalls gemeinsam mit Aebi.
1996 eröffnete Arno Küttel ein Fahrradgeschäft in Wohlen.